# Tîrnauca
Tîrnauca (ros. Терновка, ukr. Тернівка) – wieś w Mołdawii, faktycznie na terenie nieuznawanego międzynarodowo Naddniestrza, w rejonie Slobozia.

## Położenie
Wieś znajduje się na lewym brzegu Dniestru, naprzeciw ujścia Botny do Dniestru. Bezpośrednio łączy się z Tyraspolem.

## Historia
Pierwsza wzmianka o wsi pochodzi z 1768. Miejscowość tworzyli osadnicy mołdawscy, rosyjscy, ukraińscy, polscy, bułgarscy. Początkowo osadnicy rosyjscy nazywali miejscowość Bolszą Podkową, zaś Mołdawianie – Skinoasǎ. Po 1791 i zawarciu pokoju w Jassach przyznającego ziemie między Dniestrem i Bohem Rosji udziały ziemi we wsi otrzymali wojskowi-uczestnicy zakończonych niedawno walk z Turkami. W 1806 mieszkańcy wsi poprosili o zmianę nazwy miejscowości w księgach cerkiewnych na rosyjską nazwę Tiernowka, co mogłoby sugerować, że ludność słowiańska przeważała liczebnie nad Mołdawianiami. W Tiernowce stacjonowała również część wojsk służących w twierdzy tyraspolskiej. Po wojnie krymskiej w Tiernowce domy otrzymało ok. 230 rodzin żołnierzy i marynarzy przeniesionych do rezerwy. W 1861 we wsi żyło ponad 600 osób.
Do końca XIX w. wieś składała się z wzniesionych w chaotyczny sposób budynków, głównie krytych słomą ziemianek, skupionych wokół jednego centralnego placu. Dopiero w końcu tegoż stulecia wytyczono główną ulicę, zbudowano nową cerkiew i wytyczono przy niej cmentarz. Na miejscu dawnych ubogich domów mieszkańcy zaczęli wznosić domy drewniane w stylu rosyjskim. Na początku XX w. w Tiernowce żyło 720 rodzin.
W 1923, zgodnie z sugestią Grigorija Kotowskiego, mieszkańcy zorganizowali we wsi kolektywne gospodarstwo "Murawiejnik", następnie przekształcone w kołchoz im. Kotowskiego. W 1929 we wsi utworzono jeszcze trzy kołchozy. W czasie II wojny światowej, a następnie nieurodzaju i głodu w latach 1946-1948 miejscowość poważnie ucierpiała. Do końca dekady trwała jej odbudowa. Działające we wsi kołchozy połączono w jeden im. Kotowskiego. W latach 50. XX wieku otwarto we wsi dom kultury z biblioteką, dwa żłobki, salę porodową. W kolejnej dekadzie powstały natomiast nowa szkoła, magazyn handlowy, poczta, stołówka wiejska i księgarnia, zbudowano również drogę łączącą wieś z trasą Kiszyniów-Odessa.

## Demografia
W 1969 w Tîrnauce żyło 5891 osób, natomiast w 2004 – 5030 mieszkańców. Największa grupa mieszkańców deklaruje narodowość mołdawską (40%), następnie rosyjską (28%) i ukraińską (22%). Niektórzy mieszkańcy wsi wskazują narodowość bułgarską, gagauską, romską lub żydowską.

## Infrastruktura
W latach 50. XX wieku otwarto we wsi dom kultury z biblioteką, dwa żłobki, salę porodową. W kolejnej dekadzie powstały natomiast nowa szkoła, magazyn handlowy, poczta, stołówka wiejska i księgarnia, zbudowano również drogę łączącą wieś z trasą Kiszyniów-Odessa. Od 2011 we wsi znajduje się stadiom piłkarski, na którym swoje spotkania rozgrywa klub Dinamo-Auto Tyraspol.
Od 1988 w Tîrnauce działa prywatne muzeum alkoholi.
W 1974 we wsi wzniesiono pomnik na mogile żołnierzy radzieckich poległych podczas walk o wieś w 1944. Na tablicach pamiątkowych znajdują się 54 nazwiska żołnierzy oraz nazwiska mieszkańców wsi, którzy zginęli podczas wojny.
We wsi działa prawosławna cerkiew św. Paraskiewy, należąca do dekanatu słobodziejskiego eparchii tyraspolskiej i dubosarskiej.